# German Institute for Defence and Strategic Studies
Das German Institute for Defence and Strategic Studies (GIDS) ist ein auf Strategien ausgerichtetes Forschungsinstitut im Geschäftsbereich des Bundesministeriums der Verteidigung mit Sitz in Hamburg in der Clausewitz-Kaserne. Es ist eine Kooperation der Führungsakademie der Bundeswehr und der Helmut-Schmidt-Universität/Universität der Bundeswehr Hamburg und soll die Funktion einer Denkfabrik für die Zukunft der Bundeswehr wahrnehmen. Der Vorstand des Instituts wird paritätisch durch die Führungsakademie der Bundeswehr und die Helmut-Schmidt-Universität / Universität der Bundeswehr Hamburg besetzt.
Das GIDS soll eine Brücke zwischen der Grundlagenforschung an der Helmut-Schmidt-Universität/Universität der Bundeswehr Hamburg (HSU/UniBwH) und der Bearbeitung von militärfachlichen Fragestellungen an der FüAkBw bilden. HSU/UniBwH und GIDS sind über das „Netzwerk für interdisziplinäre Konfliktanalysen“ (NIKA) an der Fakultät für Wirtschafts- und Sozialwissenschaften angebunden.
Das Institut wurde am 30. Juni 2018 durch die damalige Bundesministerin der Verteidigung Ursula von der Leyen gegründet.

## Auftrag
Das Institut untersucht Probleme und Phänomene, die für die sicherheitspolitische Strategiefähigkeit Deutschlands bestimmend sind und soll damit Grundlagen für die Beratung der Entscheidungsträger in Bundeswehr und Bundesregierung schaffen.

## Forschungsbereiche
Die Forschungsbereiche des Institutes sind:
- Ökonomie und Ökologie der Gewalt[6]
- Dynamiken und Typologien von Kriegen und Konflikten[7]
- Kultur und Identität in einem sich verändernden sicherheitspolitischen Umfeld[8]
- Ressortgemeinsames und interdisziplinäres Denken und Handeln aus sicherheitspolitischer Perspektive[9]
- Militärische Strategie und Führung im 21. Jahrhundert[10]
- Strategische Partnerschaften[11]

## Wissenschaftlicher Beirat
Ein wissenschaftlicher Beirat ist dem Institut zur die Seite gestellt. Aufgabe dieses Beirates ist die Beratung der Institutsleitung, insbesondere in Bezug auf die Festlegung der Forschungsschwerpunkte und -initiativen und in Bezug auf deren Relevanz für den strategischen Beratungsbedarf.
Mitglieder des Beirats sind:
- Sven Bernhard Gareis (Sprecher)
- Rainer Glatz
- Eilert Herms
- Christian Leuprecht
- Christina Schaefer
- Ingo Patschke